# 卡布里沙拉
卡布里沙拉（義大利語：insalata caprese，起源於義大利南部的卡普里島，是一種簡單的沙拉，由切片的新鮮莫札瑞拉起司，番茄和甜羅勒製成，用鹽和橄欖油調味。與瑪格麗塔披薩一樣，它具有義大利國旗的顏色：綠色、白色和紅色。在義大利，它通常作為開胃菜，而不是配菜。

## 變化
卡布里沙拉的變化可能包括利用義大利醬、香蒜醬或義大利香醋代替橄欖油，除此之外，有時候會添加芝麻菜、羅馬生菜、牛至或黑胡椒。

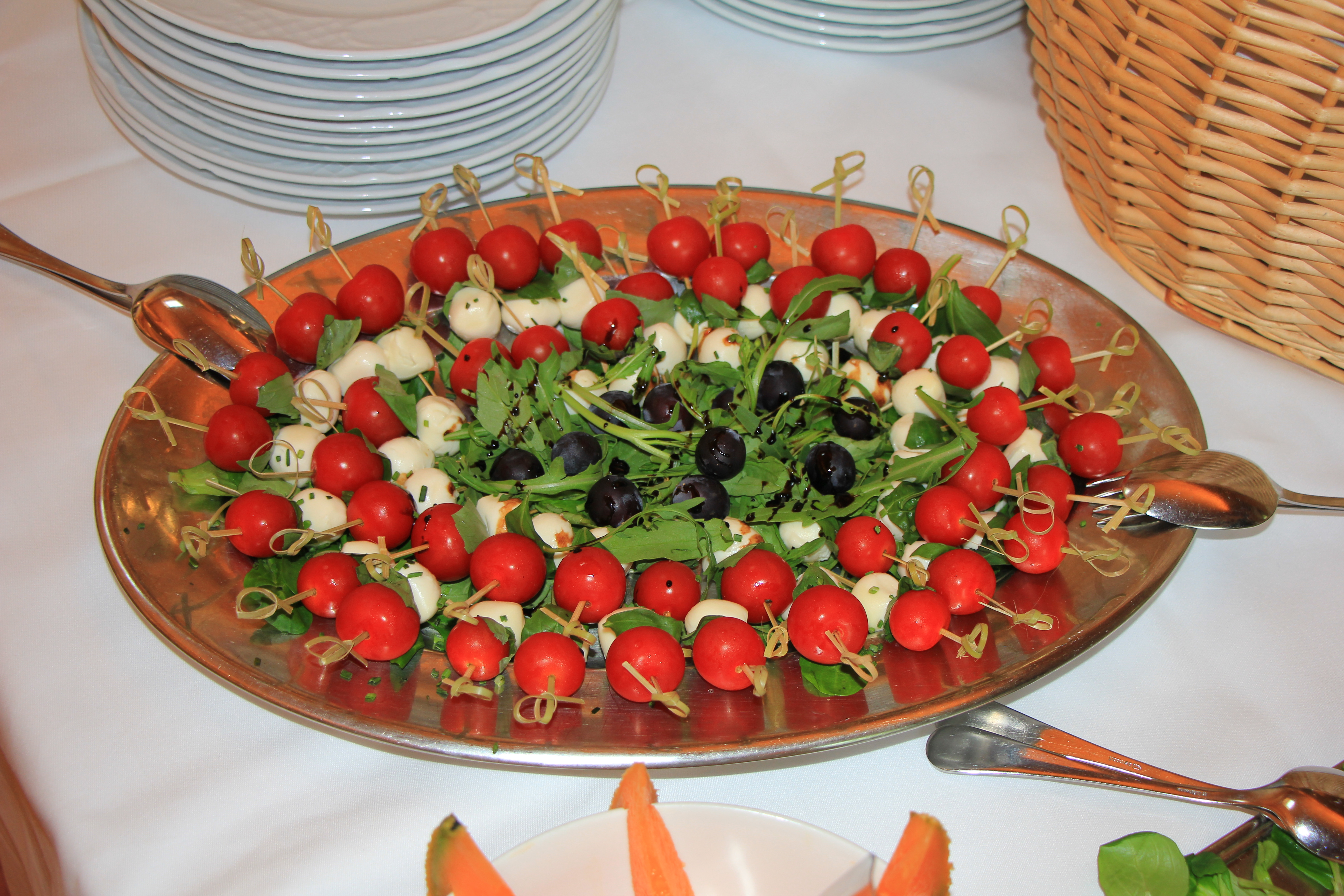
用櫻桃小番茄作成的卡布里沙拉串
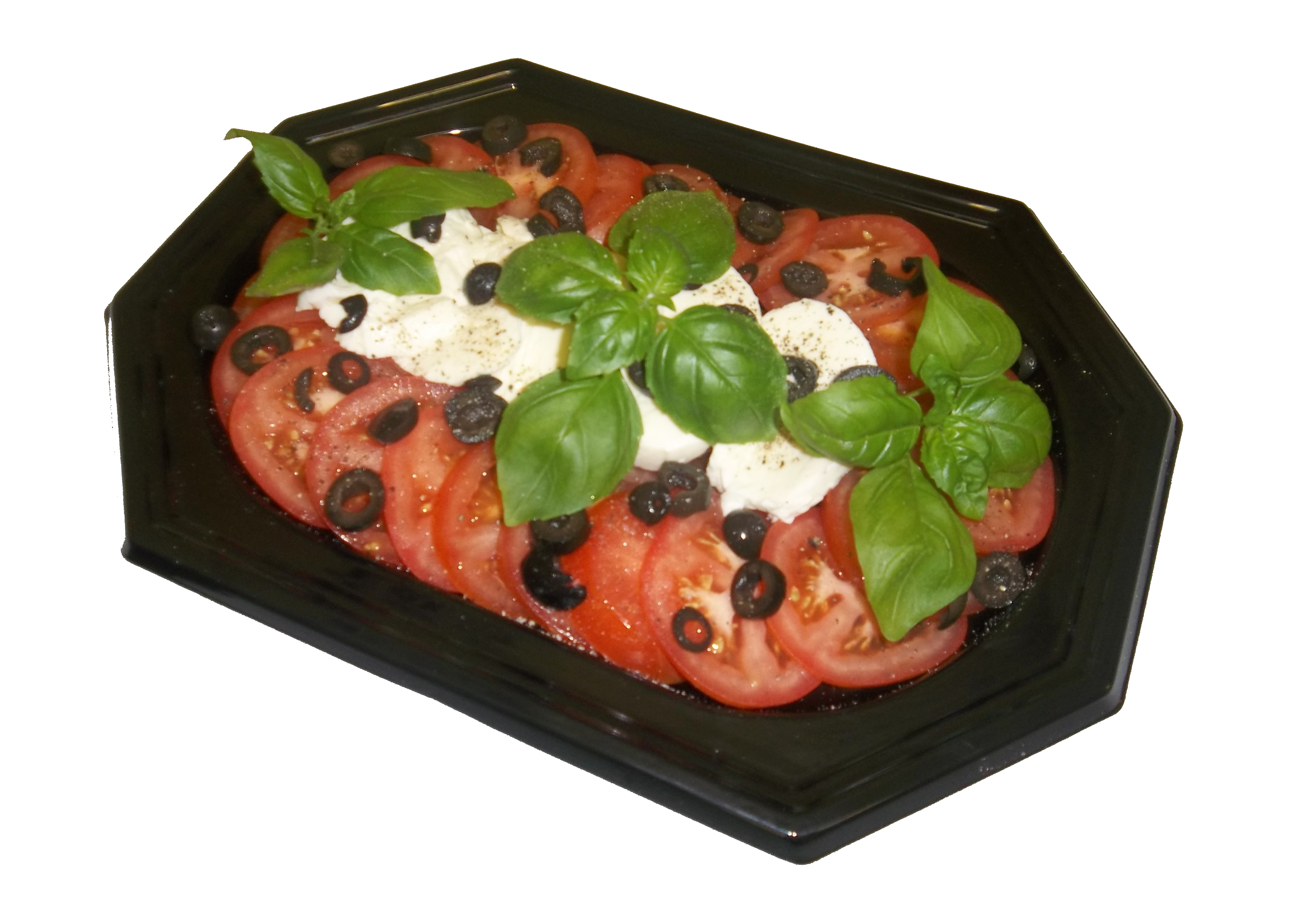
英國風味的卡布里沙拉
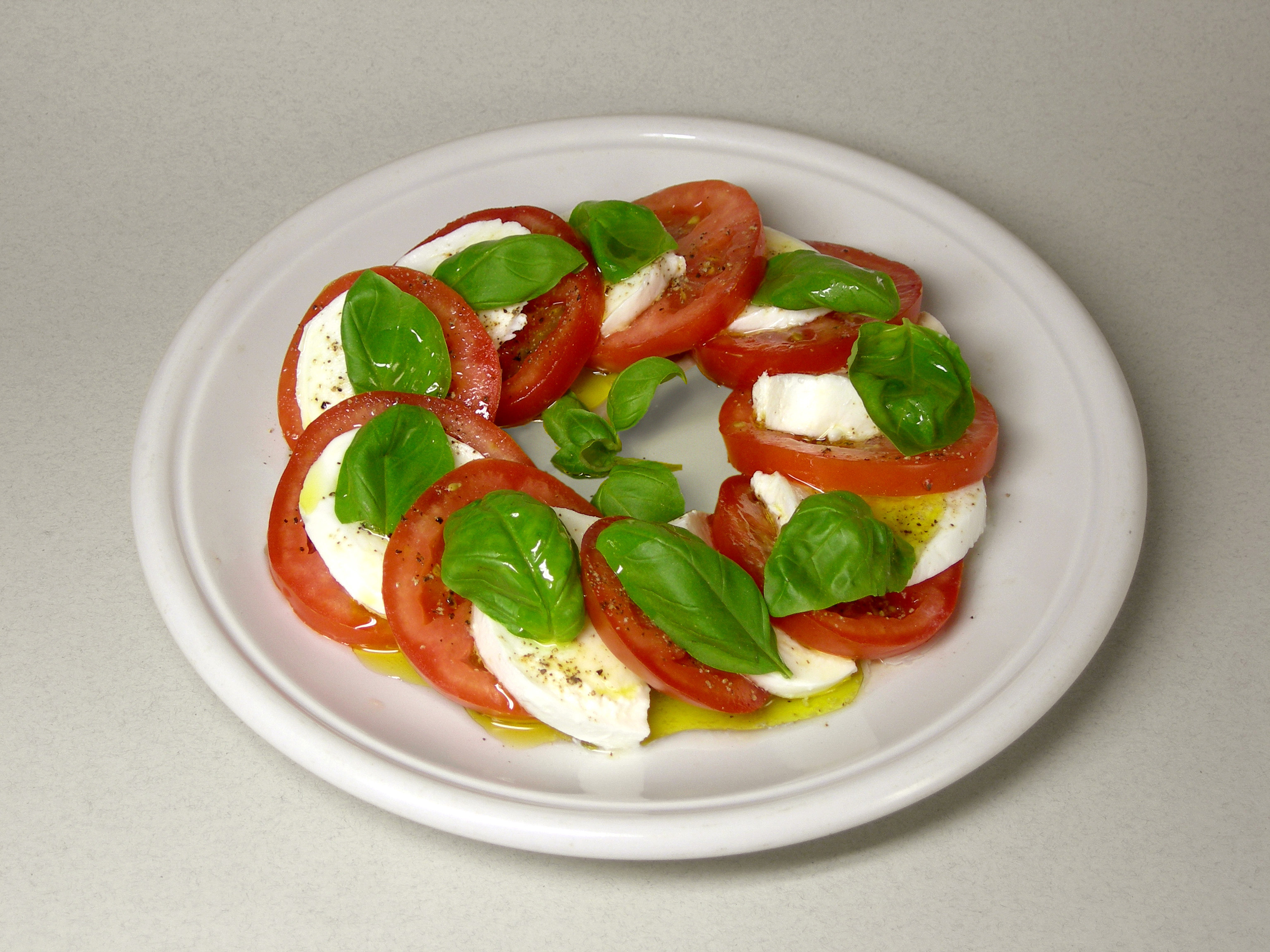
卡布里沙拉
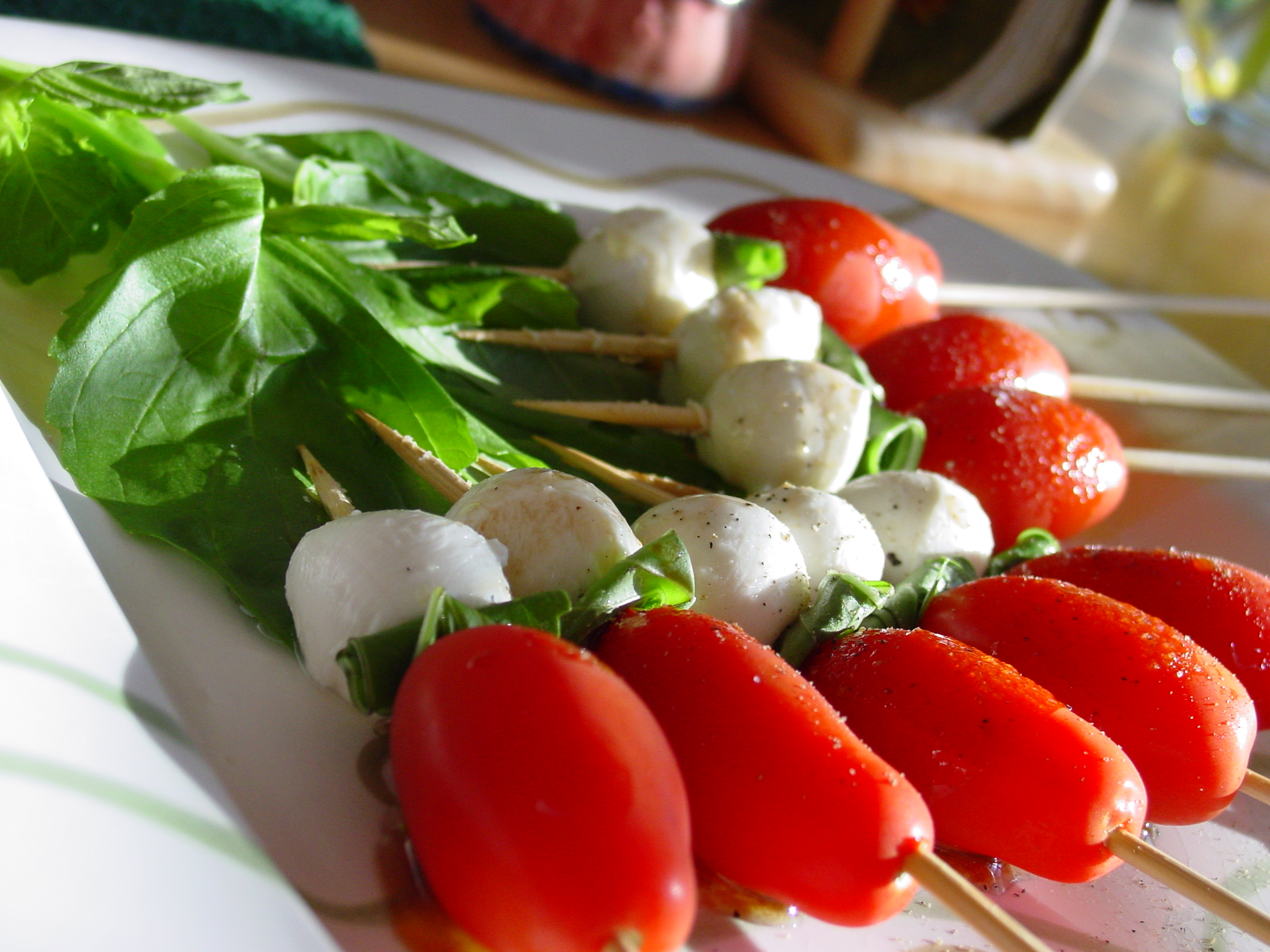
用葡萄番茄（英语：Grape tomato）作成的卡布里沙拉串開胃菜

## 流行文化
日本漫畫《JoJo的奇妙冒險 第四部 不滅鑽石》中的一名配角托尼歐‧托拉薩迪曾製作並向主角東方仗助與虹村億泰解說這道料理。